# Sequeade
Sequeade is een plaats (freguesia) in de Portugese gemeente Barcelos en telt 804 inwoners (2001).